# Adolphe Burggraeve
Adolphe Burggraeve (Gent, 8 oktober 1806 - aldaar, 10 januari 1902) was een Belgisch arts, Hoogleraar en politicus voor de Liberale Partij.

## Levensloop
Burggraeve studeerde af in 1828 en bouwde een carrière uit als hoogleraar geneeskunde aan de Gentse universiteit. Hij was ook hoofdchirurg in het burgerlijk hospitaal De Bijloke. Hij schreef ook een internationaal gelauwerde biografie van Vesalius.
In 1858 werd hij als liberaal verkozen in de Gentse gemeenteraad, waar hij tot 1881 zetelde. Hij engageerde zich vooral voor sociale woningbouw en de levensomstandigheden van de Gentse arbeiders.